# Yang Guifei
Yang Guifei (ur. 719, zm. 15 lipca 756) – konkubina cesarza Xuanzonga z dynastii Tang.
Urodziła się jako Yang Yuhuan (楊玉環). Na dworze cesarskim pojawiła się jako konkubina księcia Shouwanga, syna cesarza Xuanzonga. Szybko rozkochała w sobie starzejącego się cesarza, który w 745 roku uczynił ją swoją drugą żoną i nadał jej imię Guifei. Yang Guifei bez skrupułów wykorzystywała swój wpływ na cesarza i zaczęła odgrywać decydującą rolę na dworze. Wymusiła tytuły książęce dla swoich braci i olbrzymie majątki dla sióstr, a jeden z jej kuzynów, Yang Guozhong, został dzięki protekcji kanclerzem.
Gdy w 755 roku wybuchła rebelia An Lushana, cesarz musiał uciekać wraz z dworem ze stolicy. W czasie ucieczki doszło do buntu cesarskiej gwardii, w wyniku czego został zamordowany kanclerz Yang Guozhong. Chcąc uniknąć zemsty ze strony wszechwładnej Yang Guifei, zbuntowani żołnierze zażądali od cesarza wydania na nią wyroku śmierci. Obawiający się o własne życie Xuanzong rozkazał jej popełnić samobójstwo.
Postać Yang Guifei zapisała się w chińskiej literaturze jako symbol demoralizacji i zepsucia. Słynęła ze swojego zamiłowania do owoców liczi, które kazała sprowadzać z południa kraju. Ponieważ są to owoce krótkotrwałe, kurierzy galopowali dzień i noc, by dostarczyć cesarskiej konkubinie świeżych liczi. W przypadku gdy owoce się zepsuły, kurier był karany śmiercią. Losy cesarza Xuanzuonga i Yang Guifeis stały się tematem jedno z czołowych utworów gatunku chuanqi: Zhang henji (Dzieje wielkiej namiętności), autorstwa Chen Hong.